# Theodore Low De Vinne
Theodore Low De Vinne (Stamford, 25 dicembre 1828 – New York, 16 febbraio 1914) è stato un tipografo statunitense, oltre che bibliofilo e teorico di stampa.

## Biografia
De Vinne entrò nel 1850 nella tipografia di Francis Hart, del quale divenne collaboratore nel 1858; alla morte di Hart rilevò completamente l'attività accrescendola considerevolmente.
Fu tra i fondatori del Grolier Club, per il quale stampò la prima opera: una riedizione dello Star Chamber Decree del 1637, con caratteri che dal De Vinne presero il nome.
Tra i rinnovatori dell'arte tipografica a New York, dove fondò e diresse la De Vinne Press.
Intorno al 1860 fondò Typothetae Union, associante i tipografi dello stato di New York, che dal 1887 diede origine alla Corporazione federale United Typothetae, della quale De Vinne risultò il primo direttore.
Scrisse il volume intitolato L'invenzione della stampa (1876), altri manuali grafici e tecnico-storici,tra i quali si ricordano: Historic printing types (1886); The practice of typography, 4 vol. (1900-1904); Notable printers of Italy during the fifteenth century (1910).

## Opere
- L'invenzione della stampa (1876);
- Historic printing types (1886);
- The practice of typography, 4 vol. (1900-1904);
- Notable printers of Italy during the fifteenth century (1910).